# 刘荣汉
刘荣汉（1937年—），男，四川重庆人，中华人民共和国政治人物，曾任九三学社中央委员会秘书长、常务委员，第八、九、十届全国政协委员。